# 145
| [ Edytuj tabelę ] |                                           |
| Cesarz Chin       | - 144 Han Chongdi 145 - 145 Han Zhidi 146 |
| Władca Korei      | - 53 T’aejodae 146                        |
| Papież            | - 140 Pius I 155                          |
| Król Partów       | - 105 Wologazes III 147                   |
| Cesarz Rzymu      | - 138 Antoninus Pius 161                  |

Rok 145 / CXLV
stulecia: I wiek ~
II wiek ~
III wiek

lata: 135 «
140 «
141 «
142 «
143 «
144 «
145
» 146
» 147
» 148
» 149
» 150
» 155

## Wydarzenia
Azja
- Kryzys dynastyczny w Chinach. Nominalny cesarz Han Chongdi zmarł jako zaledwie dwuletnie dziecko. Cesarzowa-wdowa Liang Na i Liang Ji przeforsowali osadzenie na tronie cesarstwa kolejnego dziecka, ośmioletniego Han Zhidi.

Cesarstwo Rzymskie
- Marek Aureliusz ożenił się z Faustyną, córką Antoniusza.
- Została zbudowana Świątynia Hadriana w Rzymie.

## Zmarli
- Han Chongdi, małoletni cesarz chiński (ur. 143).